# Seán MacBride

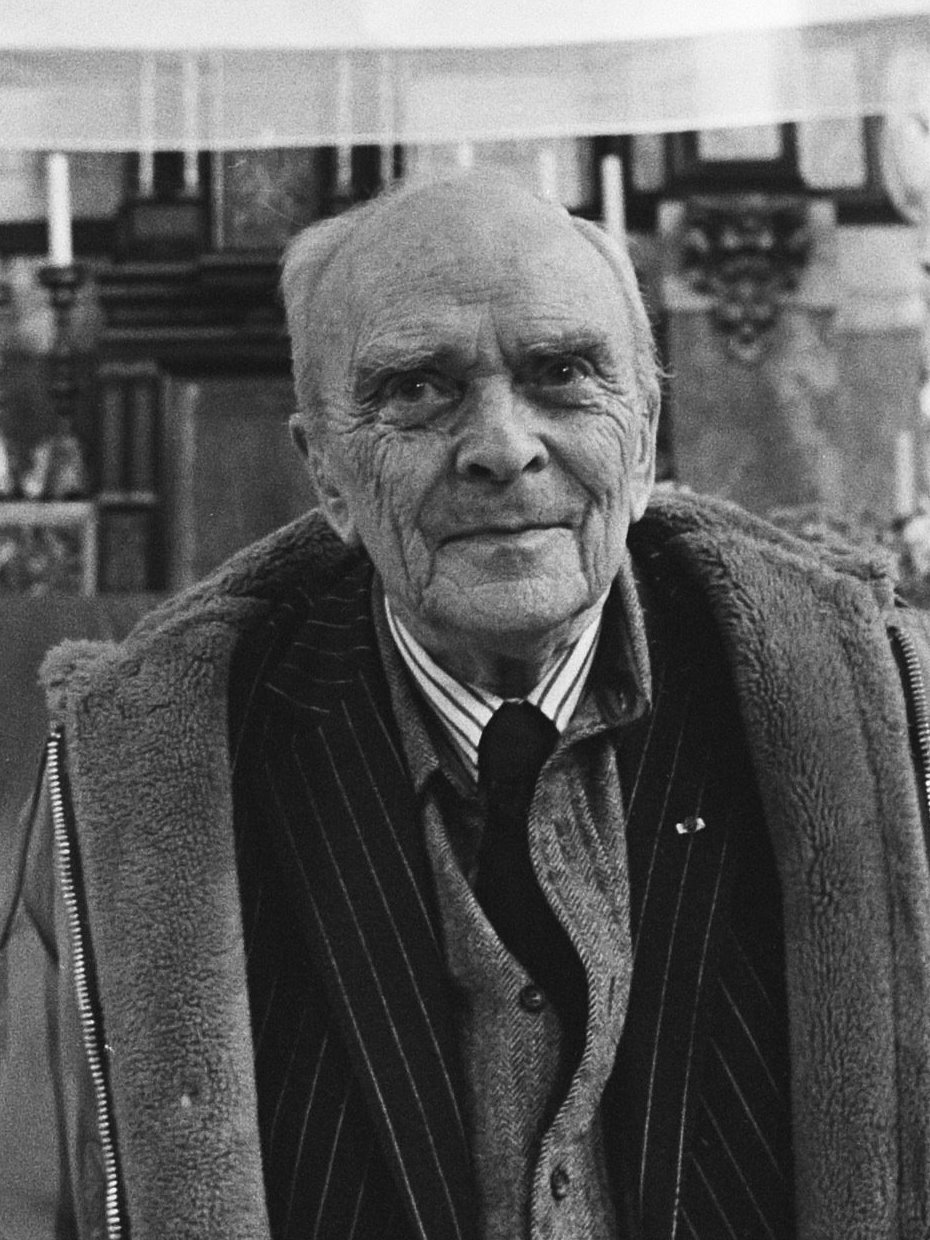
Seán MacBride (1984)

Seán MacBride (irisch Seán Mac Giolla Bhríde; * 26. Januar 1904 in Paris; † 15. Januar 1988 in Dublin) war ein irischer Politiker. 1974 erhielt MacBride zusammen mit Satō Eisaku den Friedensnobelpreis für seinen langjährigen Einsatz für Menschenrechte in den verschiedensten Funktionen und Organisationen.

## Leben und Werk

### Frühe Jahre
Seán MacBride wurde 1904 als Sohn des irischen Offiziers und Freiheitskämpfers John MacBride und der Schauspielerin Maud Gonne geboren. Sein Vater wurde 1916 als Beteiligter des Osteraufstandes gegen die Briten hingerichtet, so dass Seán von seiner Mutter  aufgezogen wurde, die ebenfalls Revolutionärin war. Er ging auf die kirchliche Schule Mount St. Benedict in Gorey und wurde bereits mit 14 Jahren erstmals als Aufständischer gegen die Briten inhaftiert. Den Vertrag über die Unabhängigkeit Irlands 1921 lehnte er ab, da die Grafschaften des heutigen Nordirland in britischer Hand blieben, entsprechend beteiligte er sich auch in der Folge weiter am Unabhängigkeitskrieg. Nach der Niederlage der irischen Republikaner ging er nach London und wurde Journalist für die Morning Post.

### Politische und juristische Karriere
1926 kam er zurück nach Irland und schloss sich der Irish Republican Army (IRA) an. 1928 wurde er Mitglied der Armeeführung, worin er verschiedene Ämter innehatte, 1936 schließlich deren Chef (Chief of Staff). Mit der Verfassungsänderung 1937 löste er allerdings seine Bindung zu der Organisation wieder und studierte Rechtswissenschaften an der Universität in Dublin; danach arbeitete er wieder als Journalist. 1938 wurde er als Anwalt zugelassen und verteidigte während des Zweiten Weltkrieges vor allem irische Republikaner, die inhaftiert wurden, weil sie Mitglieder der IRA waren.
Nach dem Krieg gründete Seán MacBride gemeinsam mit weiteren Mitstreitern die Partei Clann na Poblachta und wurde von 1947 bis 1958 in das Unterhaus des irischen Parlaments (Dáil Éireann) gewählt. Von 1948 bis 1951 war er irischer Außenminister. In dieser Funktion war er maßgeblich an der erfolgreichen Verabschiedung der Europäischen Menschenrechtskonvention beteiligt. 1954 ging er als Delegierter Irlands bis 1957 in den Europarat und war außerdem Berichterstatter der Währungskommission.

### Einsatz für die Menschenrechte
Im Jahr 1961 gehörte Seán MacBride gemeinsam mit Peter Benenson zu den Gründern der Menschenrechtsorganisation Amnesty International. Ab dem Gründungsjahr war er Präsident der Organisation und setzte sich weltweit für deren Ziele und Ideen ein. Dabei konnte er vor allem seine guten Kontakte nutzen, die er als Außenminister und Mitglied des Europarates aufgebaut hatte.
MacBride war außerdem in mehreren leitenden Positionen im International Peace Bureau und von 1963 bis 1970 Generalsekretär der International Commission of Jurists. 1973 wurde MacBride zum Kommissar der Vereinten Nationen für Namibia gewählt und blieb bis 1977 im Amt. Hier sollte er die Bemühungen der South West Africa People's Organization (SWAPO) unterstützen und eine Befreiung des Landes vorantreiben. 1977 gehörte er dann einer Arbeitsgruppe der UNESCO an, die Probleme der internationalen Kommunikation untersuchen sollte. Er kritisierte, dass die Entwicklungsländer auch im Medienbereich in einer Abhängigkeit der Industrienationen waren.
Neben dem Friedensnobelpreis 1974 erhielt MacBride eine Reihe weiterer Auszeichnungen, darunter den Lenin-Friedenspreis 1977, die American Medal of Justice 1978, die Silbermedaille der UNESCO 1980 sowie die Goldmedaille der ALECSO 1985. An fünf Universitäten wurde ihm die Ehrendoktorwürde verliehen. Er starb 1988 in Dublin.
Nach ihm sind der Friedenspreis Sean MacBride Peace Prize sowie eine Straße in der namibischen Hauptstadt Windhoek benannt.